# Tornillo autorroscante

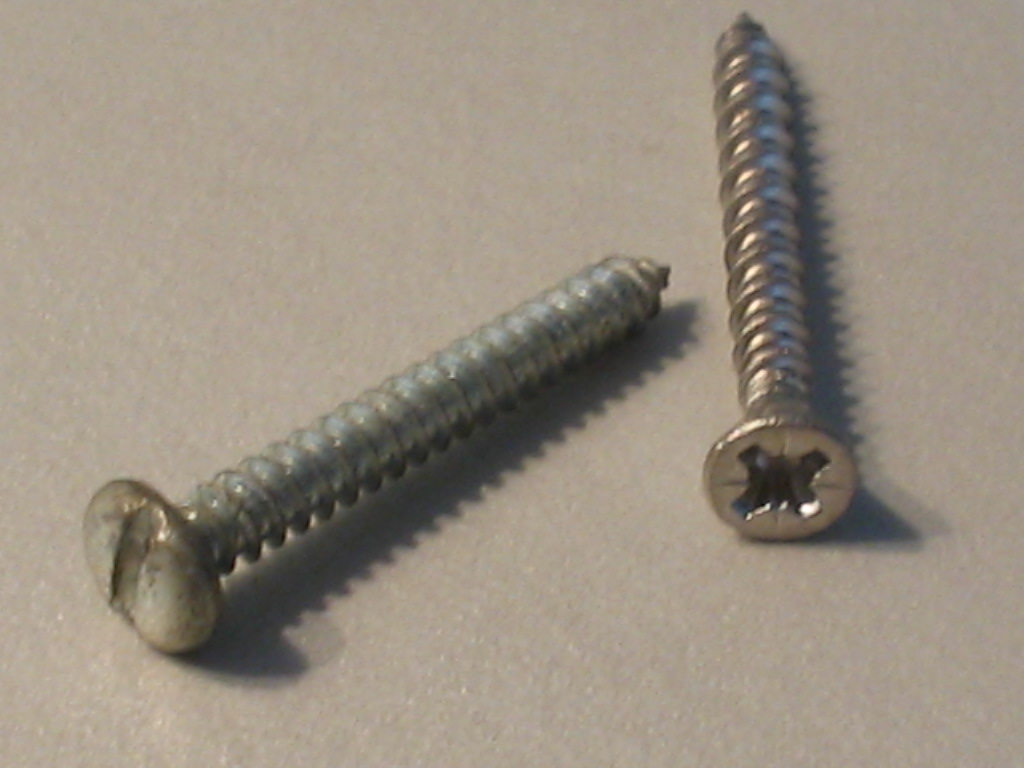
Dos tornillos autorroscantes de formación de rosca con diferentes cabezas

Un tornillo autorroscante o tirafondos es un tipo de tornillo que puede roscar su propio agujero a medida que entra en el material. En un sentido más restringido, el término «autorroscante» solo se utiliza para describir un tipo específico de tornillo roscante que se usa para crear una rosca en materiales blandos o chapas, sin incluir los tornillos de madera. Esta capacidad es a veces posible gracias a un vacío en la continuidad de la rosca del tornillo.
Los tornillos autorroscantes se utilizan en una variedad de aplicaciones que van desde el bricolaje hasta la cirugía. Un implante dental es un ejemplo de tornillo autorroscante usado en cirugía. Hay algunos tipos específicos de tornillos autorroscantes como los tornillos autoperforantes y los tornillos de laminación de rosca.

## Mecanismo

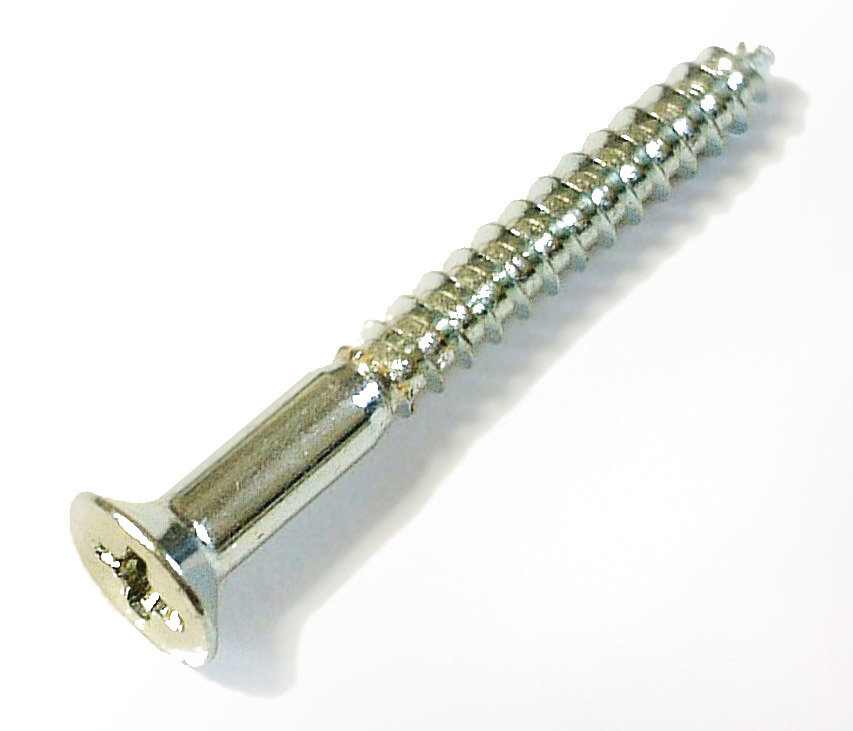
Tornillo autorroscante.

Los bordes del tornillo cortan una rosca a medida que el tornillo va entrando dentro del material. La punta cortante perfora el material, dejando un agujero por el que pasa el tornillo.
Los tornillos autorroscantes tienen una amplia gama de patrones de rosca y punta y están disponibles en casi cualquier diseño de cabeza de tornillo. Las características más habituales son el filo del tornillo que cubre toda la longitud del tornillo desde la punta hasta la cabeza. Este filo es lo suficientemente pronunciado como para el sustrato previsto, a menudo endurecido con caja.
Para sustratos duros como el metal o los plásticos duros, la capacidad de autoroscat se crea a menudo cortando un vacío en la continuidad del hilo del tornillo, generando una herramienta de corte y un borde de corte similares a las de una hilera. Por lo tanto, mientras que un tornillo normal no puede hacer su propio rosca en un sustrato metálico, un Tornillo autorroscante sí puede hacer un roscado automático (dentro de límites razonables de dureza y profundidad del sustrato).
Para sustratos más suaves, como la madera o los plásticos blandos, la capacidad de autoroscat puede provenir simplemente de una punta que se consigue hasta un punto de gimlet (en el queno hay que emplear herramienta de corte). Al igual que la punta de un clavo o gimlet, este punto forma el agujero por desplazamiento del material circundante en lugar de cualquier acción de perforación / corte / evacuación que forme astilla.
Para sustratos más suaves, como la madera o los plásticos blandos, la capacidad de autoroscat puede provenir simplemente de una punta que se consigue hasta un punto de gimlet (en el queno hay que emplear herramienta de corte). Al igual que la punta de un clave o gimlet, este punto forma el agujero por desplazamiento del material circundante en lugar de cualquier acción de perforación / corte / evacuación que forme astilla.

## Formación de rosca vs. corte de rosca

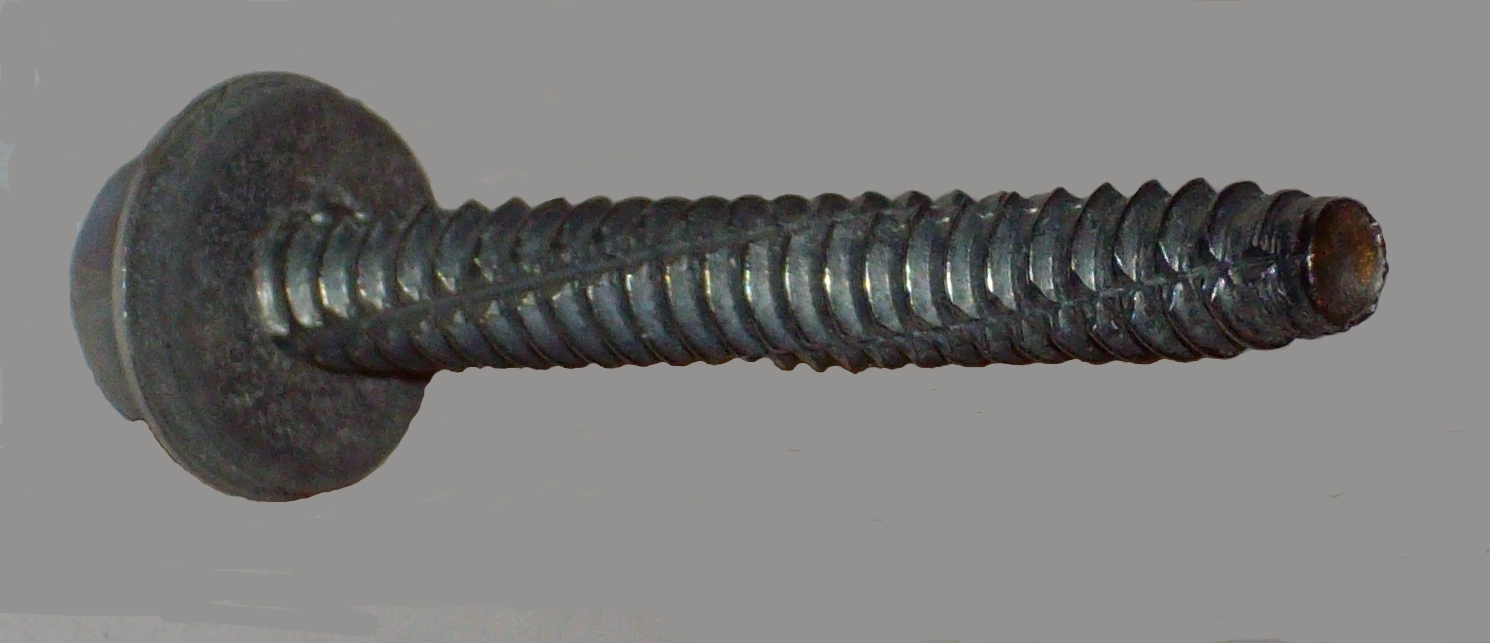
Tornillo autorroscante con herramienta de corte y punta tipo B

Los tornillos autorroscantes se pueden dividir en dos clases:
- Los que desplazan el material (especialmente plástico y láminas de metal delgadas) sin eliminarlo se denominan tornillos autorroscantes de formación de rosca.
- Los autoperforantes con superficies de corte afiladas que eliminan el material a medida que se insertan y se denominan de corte de rosca.

Estos últimos pueden tener una o más herramientas de corte mecanizadas en sus hilos, dando filos de corte.

## Tornillo autoperforante

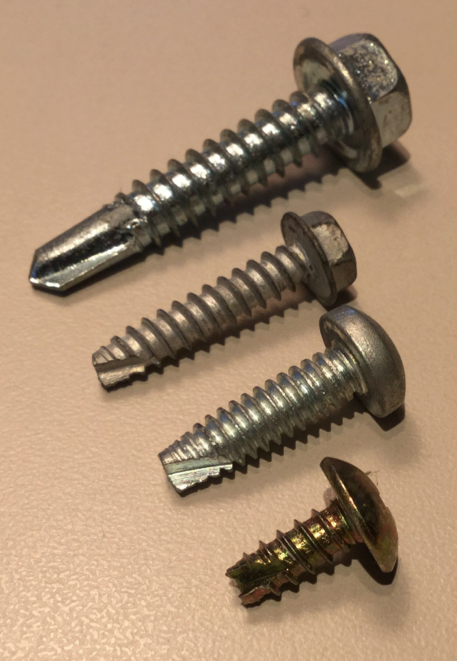
Tornillos autoperforantes mostrando la herramienta de corte

Algunos tornillos autorroscantes también perforan automáticamente ya que, además de la herramienta de corte, tienen también una punta estriada parecida a la punta de una broca. Estos tornillos combinan un el roscado y la instalación en un único movimiento (en lugar de perforación y roscado separadas). Por esto, son muy eficientes en varias aplicaciones de sustrato duro, desde líneas de montaje hasta instalación de techos. Marcas como el tornillo Tek integran un tornillo autoperforante y una arandela de sellado para unir rápidamente, por ejemplo, las láminas de yeso de un falso techo.

### Autoperforante con aletas
Los tornillos autoperforantes con aletas finas más anchas que la rosca formada justo detrás de la cabeza perforadora automática, cortan un agujero de separación de materiales blandos (como la madera o el plástico), pero son destruidos por materiales más robustos (como el metal).

## Aplicaciones
Los tornillos autorroscantes se utilizan en diversas aplicaciones que van desde la carpintería de bricolaje hasta la cirugía.

### Cirugía
Los implantes dentales y los tornillos ortopédicos para huesos son ejemplos de tornillos autorroscantes utilizados en cirugía. Se utilizan diferentes perfiles de rosca para el hueso cortical más denso o para el hueso esponjoso.

## Tornillo de chapa

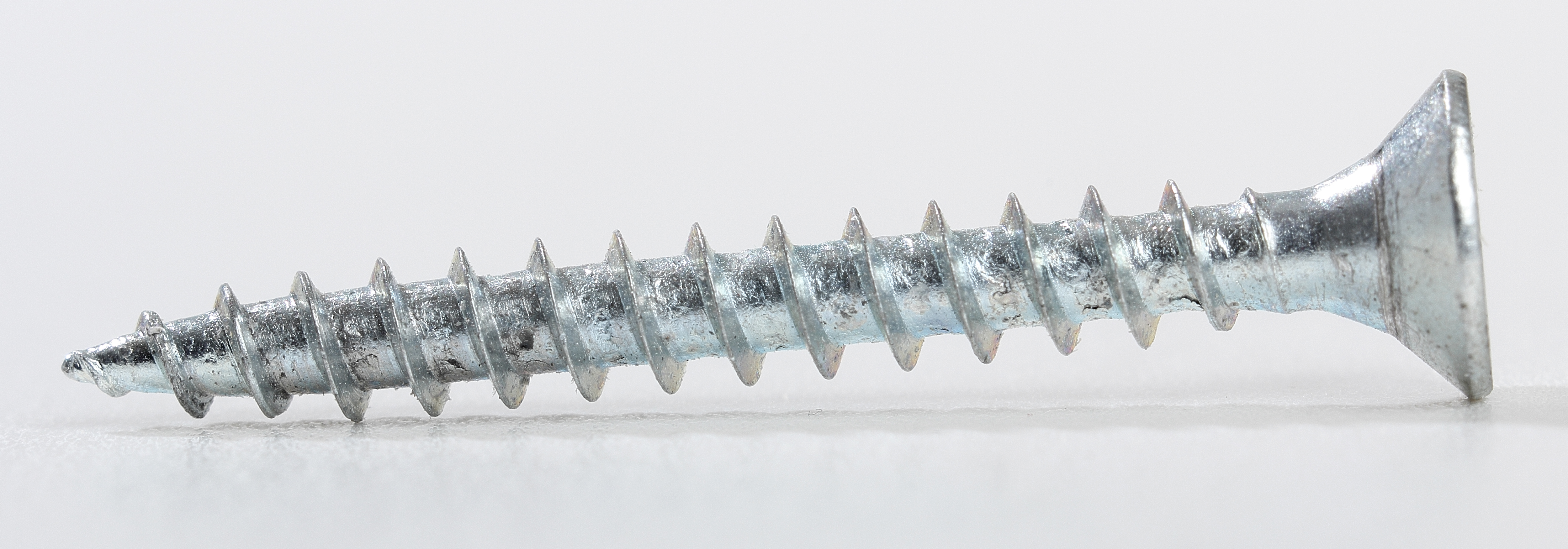
Tornillo de chapa

Los tornillos de chapa, a veces llamados tornapuntas de chapa o tornillos PK (por la marca Parker Kalon, que fueron pioneros en su fabricación, aunque no inventaron este tipo de tornillos) son un tipo de tornillo autorroscante. El hilo creado en la chapa de metal es pequeño. Los tornillos autorroscantes PK son habituales en los equipos eléctricos, mientras que los tornillos autorroscantes de cabeza plana o de cabeza avellanada son más habituales en la aviación.